# Kiss the Ground
Kiss the Ground (titulado: Besa el suelo en Argentina y Besa la tierra: agricultura regenerativa en España) es un documental estadounidense de 2020, dirigido por Joshua Tickell y Rebecca Harrell Tickell, que a su vez lo escribieron junto a Johnny O’Hara, musicalizado por Ryan Michael Demaree, en la fotografía estuvo Simon Balderas, Patrick Longstreth y Joaquim Pujol, los protagonistas son Woody Harrelson, Ray Archuleta y Gisele Bündchen, entre otros. Esta obra fue realizada por Benenson Productions, Big Picture Ranch, Kiss the Ground y The Redford Center; se estrenó el 22 de septiembre de 2020.

## Sinopsis
Científicos y famosos que son activistas, dan a conocer las maneras en que el suelo puede ser esencial para afrontar el calentamiento global y así, conservar el planeta.